# ブラウフェルデン
ブラウフェルデン (ドイツ語: Blaufelden) は、ドイツ連邦共和国バーデン＝ヴュルテンベルク州シュヴェービッシュ・ハル郡に属す町村（以下、本項では便宜上「町」と記述する）。

## 地理

### 位置
ブラウフェルデンは、標高320 - 488mのホーエンローエ平野に位置する。この町の境界は、シュヴェービッシュ・ハル郡の北側を帯のようにホーエンローエ郡からバイエルン州まで横断している。

### 自治体の構成
町域は、首邑であるブラウフェルデン地区と、その周辺の、1970年代に合併したそれまで独立した町村であったビリングスバッハ、ガンメスフェルト、ヘレンティーアバッハ、ヴィーゼンバッハ、ヴィッテンヴァイラー（ただし、オーバーヴァイラー、ウンターヴァイラーはゲーラブロンに合併したので除く）の各地区からなる。各地区は、さらに多くの居住区から構成されているが、そのほとんどは少人数の区画からなる。

### 隣接する市町村
ブラウフェルデンに隣接する市町村は、西から時計回りに、ムルフィンゲン（ホーエンローエ郡）、シュロツベルク、ローテンブルク・オプ・デア・タウバー（バイエルン州アンスバッハ郡）、ロート・アム・ゼー、ゲーラブロン、ランゲンブルクである。ムルフィンゲンとローテンブルク・オプ・デア・タウバーを除きすべてシュヴェービッシュ・ハル郡に属す。

## 歴史

### 合併
市町村再編の時代に、それまで独立した自治体であった5つの町村がブラウフェルデンに合併した。
- 1972年1月1日: ビリングスバッハ、ヴィッテンヴァイラー、ヴィーゼンバッハ
- 1973年1月1日: ガンメスフェルト
- 1975年1月1日: ヘレンティーアバッハ

## 経済と社会資本
農業を主な産業とするこの町は、19世紀の経済発展にほとんど加わることはなかったが、家畜生産とそのマーケットの中心的存在として重要な位置を占めた。農業は、現在でも重要な役割を果たしている。
ガンメスフェルトにある Raiffeisenbank（ライフアイゼン銀行）は、経営者と従業員ただ一人の、コンピュータも使われない銀行であるが、「ドイツで最も高利回りの、最も小さな銀行」として知られている。

### 交通
この町は、鉄道タウバータール線クライルスハイム - ヴェルトハイム間のルートにあたる。1996年までランゲンブルク行きの支線がここから分岐し、町内のヴィッテンヴァイラー駅やラーボルツハウゼン駅にも停車した。この支線の旅客運行は、1963年に廃止された。

### その他の機関
ブラウフェルデンは、プロテスタントのヴュルテンベルク地区教会のブラウフェルデン教会支部の所在地である。

## 出身者
- クリシュトフェ＝フィリッペ・オーバーカンプ（1738年 - 1815年）企業家（繊維業）
- オットー・ヴィルヘルム・ベッツ（1917年 - 2005年）神学者、大学教授

## 引用
1. ↑  Statistisches Landesamt Baden-Württemberg – Bevölkerung nach Nationalität und Geschlecht am 31. Dezember 2023 (CSV-Datei)